# 포석

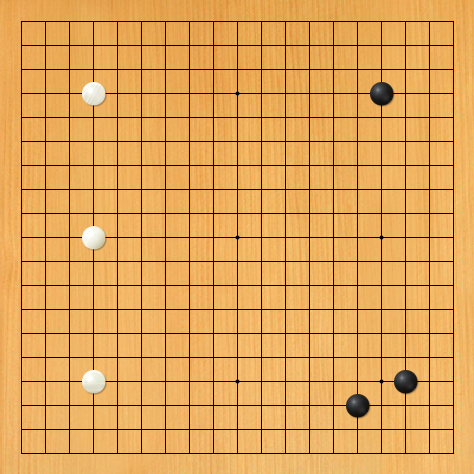

포석(布石)은 바둑을 처음 둘 때, 중반전의 싸움이나 집을 차지하는 데 유리하도록 돌을 벌여 놓는 것 또는 집 짓기 좋은 곳을 차지하는 것이다. 포석은 첫점을 어디에 두느냐에 의해 한판의 구도와 성향이 짜지므로 대국자의 성향을 나타내는 바로 미터가 되는 것이다. 첫수와 세번째(흑의 착점), 두번째와 네번째(백의 착점) 수는 주로 귀부터 두게되는데 4개의 착점에 따라 그 성격이 다양한 한판이 결정된다고 볼 수 있다. 그리고 미리배치되는 돌이 더 이상 큰자리(벌릴 수 있는 자리)가 없으면 포석은 마무리되고 중반전으로 돌입한다 볼 수 있다.
흑의 응수에 따라 1. 화점-화점형, 2. 화점-소목형, 3. 소목-소목형, 4. 삼삼 병행형 등이 있고 이에 대한 백의 응수형이 다양하게 이루어진다 볼 수 있다.